# Aeroporto di Maléme
L'aeroporto di Maléme, situato a poca distanza dalla località cretese di Maléme, circa 15 chilometri a ovest della Canea, è un aeroporto civile greco.
Costruito dai britannici poco prima dello scoppio della seconda guerra mondiale e coinvolto, durante il conflitto, dai combattimenti legati agli sbarchi di paracadutisti tedeschi nel corso della battaglia di Creta del 1941, divenne nel dopoguerra il principale aeroporto civile al servizio della Canea e della parte nordoccidentale dell'isola. Nel 1959, all'apertura dell'aeroporto di La Canea-Suda, l'aeroporto di Maléme divenne la base dell'aeroclub della Canea.
L'aeroporto è formato da alcuni edifici di servizio e da due piste in asfalto disposte pressappoco ad angolo retto l'una rispetto all'altra, prive di luci e di dispositivi ILS.